# The Mascots
The Mascots var en svensk popgrupp bildad i Stockholm 1963. Som många andra svenska popgrupper under den tiden var gruppen kraftigt inspirerad av beatmusik och garagerock. Gruppen slog igenom hösten 1964 med låten Baby, Baby. Andra hits var bland andra A Sad Boy, Stones Fell, Call Me Your Love och Words Enough to Tell You. Efter deras första album Your Mascots 1965 kom året efter det andra albumet, ELLPEE. På detta album finns den experimentella låten I Want to Live som visar på att Sverige var mycket tidiga med den psykedeliska musiken. I samma veva blev The Mascots erbjudna skivkontrakt i England, men detta var på ett villkor: att de skulle byta namn till The Swedish Design, vilket man vägrade. The Mascots sista försök att slå igenom utomlands var med singeln Moreen/Baby You're so Wrong som släpptes 1968 på ABC Records i New York. Gruppen gjorde sin sista spelning i augusti 1969 och medlemmarna formade sedan den politiska teatergruppen NJA-gruppen, som senare kom att bli Fria Proteatern. Albumet ELLPEE har 2005 återutgivits på CD i England och i Sverige har gruppen återutgivits på samlingsalbum.

## Medlemmar
- Stefan Ringbom, sång och gitarr
- Gunnar Idering, gitarr och sång
- Anders Forsslund, bas och sång
- Rolf "Boffe" Adolfsson, trummor och sång
- Kjell Jeppson, trummor från 1968, då Rolf övergick helt till sång

Anders "Henkan" Henriksson, produktion

## Singlar
- I Like My Bike/Yes I Know (Decca F 44412) 1964
- Lyckan/Lessen (Decca F 44416) 1964
- Baby Baby/Call Me Your Love (Decca F 44420) 1964
- A Sad Boy/When I Return (Decca F 44434) 1965
- Too Much Monkey Business/From My Love (Decca F 44442) 1965
- Stones Fell/From My Love (Decca F 44442) 1965
- Goodbye/For Him (Decca F 44500) 1965
- Words Enough To Tell You/Walking With My Angel (Decca F 44508) 1966
- Woman/Meet Me (Decca F 44512) 1966
- Nobody Crying/We Should Realize (Decca F 44514) 1966
- I Want To Live/A Different Mind (Decca F 44518) 1966
- Things Are Turning Out/The Girl That You Are (DEcca F 44521) 1966
- Since You Broke My Heart/Droopy Drops (Decca F 44525) 1966
- Stewball/So Sad About us (Hep House HS 09) 1967
- You Could Be My Friend/Dave's Idea (Hep House HS 11) 1967
- Tell Me Lady/Aaah, I Love You (Hep House HS 15) 1967
- If I Had A Ship/Everyone Knows For Sure (Polydor NH 59748) 1967
- Hade jag en båt/Säg mej var är blommorna (Polydor NH 59750/ST) 1967
- Moreen/Baby, You're So Wrong (Parlophone SD 6035) 1968
- Whooee (You Ain't Goin' Nowhere)/Black And White (Parlophone SD 6051) 1968
- You're Never Gonna Find Me/A Life Like That (Parlophone SD 6064) 1969

## Album
- Your Mascots 1965
- Ellpee 1966

## TV-film
- 30 pinnar muck 1966
- The Sprejp 1966